# Nobuo Ikeda
Nobuo Ikeda (* 13. Mai 1947 in Tokio) ist ein japanischer Germanist und Prof. em. der Universität Tokio mit dem Forschungsgebiet „Deutschsprachige Literatur“. Er wohnt seit 2014 in Ummendorf, Baden-Württemberg.

## Leben
Nobuo Ikeda wuchs in Tokyo auf und studierte an der Philosophischen Fakultät der Tokyo Metropolitan University Germanistik. Zu seinen Lehrern zählen die renommierten Wissenschaftler und Essayisten Suehiro Tanemura und Jirô Kawamura. 1975 wurde er als Dozent an die Geisteswissenschaftliche Fakultät der Universität Nagoya berufen. Er forschte von 1976 bis 1978 an den Universitäten Bonn und Erlangen. Nach seiner Rückkehr nach Japan arbeitete er zuerst als außerordentlicher Professor an der Universität Nagoya, bis er 1983 als außerordentlicher Professor an die Geisteswissenschaftliche Fakultät der Universität Tokyo berufen wurde. Von 1991 bis 1993 lehrte er als Gastprofessor an der Universität Trier. 1993 wurde er zum ordentlichen Professor an der Universität Tokyo ernannt und arbeitete dort bis zu seiner Emeritierung im Jahr 2012.
Nobuo Ikedas Forschungen widmen sich vorwiegend der deutschen Romantik und Gegenwartsliteratur. Neben seiner Unterrichtstätigkeit an der Universität bemühte er sich um die Vorstellung deutschsprachiger Gegenwartsliteratur aus Österreich und Deutschland. Seine Übersetzertätigkeit umfasst über die Literatur hinaus die Erstellung von Untertiteln für zahlreiche deutsche Filme u. a. der Neuen Deutschen Welle und Wim Wenders.
Von 1991 bis 1995 war Nobuo Ikeda Gründungsvorstandsmitglied der Internationalen Novalisgesellschaft, Oberwiederstedt. Von 2003 bis 2005 fungierte er als Präsident der Japanischen Gesellschaft für Germanistik. Des Weiteren leitete er von 2006 bis 2009 das Kunstmuseum Komaba der Universität Tokyo.

## Einzelwerke
- Zahlreiche Deutschlehrbücher für japanische Studenten
- Novalisrezeption in Japan. In: Novalis und die Wissenschaften. Max Niemeyer, Tübingen, 1997
- Interkulturelle Singer Studien. Zu Leben und Werk Kurt Singers. Iudicium, München, 2002
- 「異文化発見の船出・ヘルダーの出発」『間文化の言語態』、東京大学出版会、2002年

## Mitherausgeber
- 『シリーズ言語態6 「間文化の言語態」』（西中村浩共編）東京大学出版会、2002年

## Übersetzungen
- Novalis Werke I, II, III (Mitübersetzer), Chûsekisha, Tokyo, 2001
- Thomas Bernhard: Auslöschung. Misuzu Shobô, Tokyo, 2004
- Thomas Bernhard: Theatermacher. Ronsôsha, Tokyo, 2008
- Thomas Bernhard: Heldenplatz. Ronsôsha, Tokyo, 2008
- Thomas Bernhard: Meine Preise. Misuzu Shobô, Tokyo, 2014
- Thomas Bernhard: Frost. Kawade Shobô, Tokyo, 2019
- Thomas Bernhard: Verstörung. Kawade Shobô, Tokyo, 2021
- Peter Handke: Kaspar. Ronsôsha, Tokyo, 2023

| Personendaten    | Personendaten         |
| ---------------- | --------------------- |
| NAME             | Ikeda, Nobuo          |
| KURZBESCHREIBUNG | japanischer Germanist |
| GEBURTSDATUM     | 13. Mai 1947          |
| GEBURTSORT       | Tokio                 |